# The Way You Love Me (canção de Faith Hill)
The Way You Love Me é uma canção da cantora americana de música country Faith Hill. A canção foi o segundo single de seu álbum Breathe (álbum de Faith Hill), de 1999, e foi lançada em fevereiro de 2000. A canção também foi a segunda do álbum a alcançar a posição máxima na Billboard Hot Country Singles e sua oitava canção a fazer isso em toda a sua carreira. "The Way You Love Me" também alcançou a sexta posição na Billboard Hot 100 no início de janeiro de 2001.

## Videoclipe
O videoclipe da canção foi dirigida por Joseph Kahn. Foi primeiramente posta ao ar pela televisão na semana de 21 de agosto de 2000. O videoclipe mostra Faith interprentando várias personagens. O videoclipe mostra Faith como uma mãe, meteorologista, garçonete, tutora e enfermeira. Também há um videoclipe do remix da canção, intitulada "Love To Infinite Remix". A única diferença do videoclipe da varsão original para o videoclipe do remix é que Faith interpreta duas personagens adicionais, uma policial e uma ladra. Jennette McCurdy, mais bem conhecida como Sam Puckett no iCarty também foi destacada no videoclipe como a filha de Hill no banco de trás de uma minivan.

## Lista de faixas
Cd Single (Estados Unidos)
- The Way You Love Me [Remix Rádio] 3:31
- Never Gonna Be Your Lady 5:31

Maxi CD (Estados Unidos)
- The Way You Love Me [Love To Infinity Radio Mix] 3:00
- The Way You Love Me [Radio Remix] 3:31
- The Way You Love Me [Love To Infinity Master Mix] 6:30

Vinil, 12", Promo (Estados Unidos)
- The Way You Love Me [Love To Infinity Master Mix] 6:30
- The Way You Love Me [Love To Infinity Radio Mix] 3:00
- The Way You Love Me [Remix Rádio] 3:31
- The Way You Love Me [Love To Infinity Instrumental] 6:31

Maxi CD (Europa)
- The Way You Love Me [Love To Infinity Radio Mix] 2:56
- The Way You Love Me [Remix Rádio] 3:31
- Never Gonna Be Your Lady 5:31
- The Way You Love Me [Love To Infinity Master Mix] 6:30

## Paradas
| Top (2000)                                               | Melhor posição |
| -------------------------------------------------------- | -------------- |
| Estados Unidos - Billboard Hot 100                       | 6              |
| Estados Unidos - Billboard Hot 100 Singles Sales         | 6              |
| Estados Unidos - Billboard Hot 100 Airplay               | 8              |
| Estados Unidos - Billboard Hot Country Songs             | 1              |
| Estados Unidos - Billboard Hot Adult Contemporary Tracks | 3              |
| Austrália - ARIA Singles Chart                           | 31             |
| Países Baixos - Dutch Singles Chart                      | 89             |
| França - French Singles Chart                            | 58             |
| Nova Zelândia - RIANZ Singles Chart                      | 23             |
| Reino Unido - UK Singles Chart                           | 15             |
| Suécia - Swedish Singles Chart                           | 35             |
| Suíça - Swiss Singles Chart                              | 49             |